# Matthias Iser
Matthias Johannis Iser, född 7 oktober 1645, död 10 februari 1725, var en svensk kyrkoman.

## Biografi
Iser föddes på Skåls gård i Alsters socken som son till komministern i Väse och Alster Johannes Johannis Iser och hans hustru Märta Svensdotter Ekeblad. Han skall i ungdomen visat sådant ointresse för studier att hans far satte honom i hantverkslära; detta skall dock ha väckt hans intresse för studier, och 1663 inskrevs han vid Uppsala universitet. 
Efter att 1672 ha vunnit magistergraden, och 1673 prästvigts i Karlstad, blev han 14 december 1674 pastor vid Livregementet till häst. Han följde regementet under kriget i Skåne, där han skall ha vunnit Karl XI:s uppmärksamhet, och utnämndes 1676 till hovpredikant. År 1678 utnämndes han till domprost i Göteborg av kungen, men då utnämningen visade sig strida mot reglerna för prästval, blev han i stället utsedd till kyrkoherde i Maria församling i Stockholm, varifrån han 1681 förflyttades till Storkyrkoförsamlingen, med Lovö socken som prebende. Vid jubelfesten i Uppsala 1693 promoverades han till teologie doktor, och genom fullmakt undertecknad av Karl XII i Bender 21 april 1711 utsågs han till biskop i Västerås stift.
Iser gifte sig 1677 med Margareta Nyman, dotter till en handelsman i Falun. Deras barn adlades 8 februari 1689 för faderns förtjänster, och introducerades 1697 på riddarhuset under adliga namnet Iserhielm.